# Calma total
Calma total (títol original en anglès: Dead Calm) és una pel·lícula australiana de 1989, dirigida per Phillip Noyce i basada en la novel·la homònima de Charles Williams. Es va doblar al català.

## Argument
Després de la mort en un accident de trànsit del nadó d'en John Ingram (Sam Neill) i la Rae (Nicole Kidman) es troben al seu iot de vela al mar, lluny de la cosa. Han recollit les veles i gaudeixen de la calma i del bon temps. A certa distància guaiten un vaixell d'aspecte estrany, i veuen un petit bot amb un home que s'apropa al seu iot. L'home els explica que al vaixell hi ha hagut un accident greu, que s'enfonsa i ell n'és l'únic supervivent. En John té dubtes i decideix anar personalment al vaixell per esbrinar què hi passa. Un cop és marxat, l'home del vaixell aconsegueix el control del iot i s'allunya. Mentrestant, en John queda atrapat al vaixell, que s'enfonsa.

## Repartiment
- Sam Neill: John Ingram, capità de l'Armada Reial Australiana
- Nicole Kidman: Rae Ingram
- Billy Zane: Hughie Warriner

## Al voltant de la pel·lícula
- El rodatge s'ha desenvolupat a Gold Coast, la gran barrera de corall, Hamilton Island i Sydney.
- La novel·la de Charles Williams ja havia estat adaptada per Orson Welles amb The Deep (1970).
- Sam Neill va conèixer la seva dona, la maquilladora Noriko Watanabe, en el rodatge de la pel·lícula.
- Calma blanca marca el començament del compositor Graeme Revell, dintinguit amb el premia la millor música de pel·lícula a la Mostra de Venècia de 1997 per Chinese Box.

## Banda original
- Who Stole The Isopropyl Alcohol, interpretat per Tim O'Connor
- No-Mad, interpretat per Tim O'Connor
- Nova York Turnpike, interpretat per Tim O'Connor
- The Lion Sleeps Tonight, interpretat per The Tokens
- Wired For Sound, interpretat per SPK

## Premis i nominacions

### Premis
- Millor música, millor fotografia, millor muntatge i millor so (Ben Osmo, Lee Smith i Roger Savage), en els Australian Film Institute Awards l'any 1989.
- Millor muntatge de so per una pel·lícula estrangera, per la Motion Picture Sound Editors el 1990.

### Nominacions
- Millor pel·lícula, millor director, millor guió adaptat i millors decorats, en els Australian Film Institute Awards l'any 1989.
- Millor actriu per Nicole Kidman, per l'Acadèmia de cinema de ciència-ficció, fantàstic i de terror l'any 1991.

## Recaptació
La pel·lícula recaptà $2.444.407 a les taquilles d'Austràlia, arribant a $4.253.268 l'any 2009. Als Estats Units, la recaptació assolí els $7.825.009.